# Conquista (Minas Gerais)
Conquista es un municipio y localidad brasileña perteneciente al estado de Minas Gerais.

## Descripción
Ubicado en el estado de Minas Gerais, tenía una población estimada en 2021 de 6997 habitantes. La superficie del municipio asciende a 618,363 km².